# Notopleura longissima
Notopleura longissima är en måreväxtart som beskrevs av Cornelis Eliza Bertus Bremekamp. Notopleura longissima ingår i släktet Notopleura och familjen måreväxter. Inga underarter finns listade i Catalogue of Life.